# 阿索罗
阿索罗（義大利語：Assoro），是意大利恩纳省的一个市镇。总面积111.5平方公里，人口5390人，人口密度48.3人/平方公里（2009年）。ISTAT代码为086003。